# FIA-Formel-E-Weltmeisterschaft 2024/25
Die FIA-Formel-E-Weltmeisterschaft 2024/25 war die elfte Saison der FIA-Formel-E-Weltmeisterschaft und die fünfte, die offiziell als Weltmeisterschaft ausgetragen wurde. Sie begann am 7. Dezember 2024 in São Paulo, ist somit nach 5 Jahren wieder kalenderjahrübergreifend, und endete am 27. Juli 2025 in London. Die Saison umfasste 16 Rennen.

## Änderungen 2024/25

### Rennen
Wieder zurück im Rennkalender waren die Städte Jakarta und Miami. Letzteres wurde anders als 2015 nicht mehr auf einem Stadtkurs ausgetragen, sondern auf dem Homestead-Miami Speedway. Dazu wurden die beiden E-Prix in Monaco und Tokio erstmals als „Double-Header“ mit je zwei Läufen ausgetragen. In Saudi-Arabien wurde zudem eine neue Strecke genutzt werden. Für den 8. März 2025 war ein Rennen geplant, das derzeit noch ohne Austragungsort im Rennkalender eingetragen war. Mitte Oktober wurde bekannt, dass das Rennen ersatzlos gestrichen wird.

### Technische Änderungen
Wie bereits in den vorhergehenden beiden Fahrzeuggenerationen, gab es in dieser Saison auch bei der dritten Fahrzeuggeneration eine Weiterentwicklung. Mit dieser sollten die Rundenzeiten um mehrere Sekunden sinken. Dazu wurden Modifikationen an der Aerodynamik und auch am Antrieb vorgenommen. Die „Gen3 Evo“ genannten Fahrzeuge sollen ebenfalls für zwei Saisons eingesetzt werden. Während der Qualifikation, beim Start und während der Nutzung des Attack-Modes konnte auch der Frontmotor zum Vortrieb genutzt werden. Die zur Verfügung stehende Gesamtleistung blieb jedoch weiterhin bei 350 kW.
Die Einführung des nun „Pit-Boost“ genannten Ladevorgangs bei einem Boxenstopp war für den Dschidda E-Prix 2025 geplant, nachdem dieser in den vorhergehenden beiden Saison aufgrund technischer Probleme verschoben wurde. Danach wurde er immer an den Samstagsrennen der Double-Header verwendet.

### Sportliches Reglement
Zusätzlich zur Fahrer- und Team-Wertung wurde in dieser Saison erstmals eine Weltmeisterschaft für Hersteller ausgeschrieben. Ähnlich wie bei der Team-Wertung wurden hierfür die Punkte der einzelnen Fahrer zusammengerechnet, wobei hier nur die beiden am besten platzierten Autos gezählt wurden. Sollte ein Hersteller mit mehr als zwei Fahrzeugen Punkte sammeln, so wurden diese Fahrzeuge aus der Wertung gestrichen und die Fahrzeuge anderer Hersteller rückten nach. Bonuspunkte für die Pole-Position oder für die schnellste Rennrunde unter den ersten Zehn wurden nicht mit eingerechnet.

### Reifen
Hankook hatte für die Saison 2024/25 einen optimierten Allwetterreifen entwickelt, der durch eine neue Gummimischung fünf bis zehn Prozent mehr Bodenhaftung haben sollte. Der Anteil an recycelten und nachhaltigen Materialien, aus denen der Reifen bestand, wurde auf 35 Prozent erhöht.

### Teams
Für die Saison 2024/25 meldeten dieselben Teams wie auch in den vorangegangenen beiden Saisons. Bei den Antriebslieferanten gab es eine Änderung bei Abt, das Team wurde nun mit Antrieben antreten, die gemeinsam von Lola Cars und Yamaha entwickelt wurden.
Nach einem Eigentümerwechsel trat ERT nun unter dem Namen Kiro Race Co und unter US-amerikanischer Lizenz an. Das Team trat mit Antrieben von Porsche an, die jedoch technisch auf dem Stand der Vorsaison waren. Am 3. Dezember 2024, nur wenige Tage vor dem ersten Rennwochenende, wurde eine mehrjährige Titelpartnerschaft von Cupra und damit der neue Name Cupra Kiro bekannt gegeben.

### Fahrer
Nico Müller verließ Abt und wechselte zu Andretti, wo er Nachfolger von Norman Nato wurde. Müllers Nachfolger wurde Zane Maloney, der sein Debüt in der Rennserie gab. Nato hingegen wechselte zurück zu Nissan, wo er Sacha Fenestraz ersetzte.
Jake Hughes verließ McLaren und wechselte zu Maserati MSG Racing, wo er Teamkollege von Stoffel Vandoorne wurde, der von DS Penske zum Team wechselte. Jehan Daruvala und Maximilian Günther verließen das Team somit. Günther wurde als neuer Fahrer für DS Penske bestätigt.
Hughes’ Nachfolger bei McLaren wurde Taylor Barnard, der bereits in der Vorsaison Ersatzfahrer des Teams war und dort sein Debüt in der Rennserie gab, als Sam Bird verletzt ausfiel.
Nach der Veröffentlichung der Teilnehmerliste für die Formel-E-Weltmeisterschaft 2024/25 durch die FIA wurde bekannt, ohne dass das Team bisher ein Line-up bekannt gegeben hatte, dass David Beckmann für Kiro Race Co als Nachfolger von Sérgio Sette Câmara an den Start gehen würde, nachdem er bereits an den Vorsaison-Testfahrten für das Team teilgenommen hatten. Beckmann war bis dahin Test- und Ersatzfahrer bei Porsche und vertrat in dieser Funktion beim Jakarta E-Prix 2023 André Lotterer beim Porsche-Kundenteam Andretti und gab sein Formel-E-Debüt.

## Teams und Fahrer
| Team                             | Fahrzeug                  | Nr. | Fahrer                 | Rennen       | Test-/Ersatzfahrer                |
| -------------------------------- | ------------------------- | --- | ---------------------- | ------------ | --------------------------------- |
| Jaguar TCS Racing                | Jaguar I-Type 7           | 09  | Mitch Evans            | 1–16         | Jamie Chadwick                    |
| Jaguar TCS Racing                | Jaguar I-Type 7           | 37  | Nick Cassidy           | 1–16         | Jamie Chadwick                    |
| TAG Heuer Porsche Formula E Team | Porsche 99X Electric Gen3 | 01  | Pascal Wehrlein        | 1–16         | Thomas Preining                   |
| TAG Heuer Porsche Formula E Team | Porsche 99X Electric Gen3 | 13  | António Félix da Costa | 1–16         | Thomas Preining                   |
| DS Penske                        | DS E-Tense FE25           | 07  | Maximilian Günther     | 1–16         | Daniil Kwjat                      |
| DS Penske                        | DS E-Tense FE25           | 25  | Jean-Éric Vergne       | 1–16         | Daniil Kwjat                      |
| Andretti Formula E               | Porsche 99X Electric      | 27  | Jake Dennis            | 1–16         | Jak Crawford                      |
| Andretti Formula E               | Porsche 99X Electric      | 51  | Nico Müller            | 1–16         | Jak Crawford                      |
| Nissan Formula E Team            | Nissan e-4ORCE 05         | 17  | Norman Nato            | 1–12, 15, 16 | Gabriele Minì Sérgio Sette Câmara |
| Nissan Formula E Team            | Nissan e-4ORCE 05         | 17  | Sérgio Sette Câmara    | 13, 14       | Gabriele Minì Sérgio Sette Câmara |
| Nissan Formula E Team            | Nissan e-4ORCE 05         | 23  | Oliver Rowland         | 1–16         | Gabriele Minì Sérgio Sette Câmara |
| Envision Racing                  | Jaguar I-Type 7           | 04  | Robin Frijns           | 1–16         | Zak O’Sullivan                    |
| Envision Racing                  | Jaguar I-Type 7           | 16  | Sébastien Buemi        | 1–16         | Zak O’Sullivan                    |
| Neom McLaren Formula E Team      | Nissan e-4ORCE 05         | 05  | Taylor Barnard         | 1–16         | Alex Dunne                        |
| Neom McLaren Formula E Team      | Nissan e-4ORCE 05         | 08  | Sam Bird               | 1–16         | Alex Dunne                        |
| Maserati MSG Racing              | Maserati Tipo Folgore     | 02  | Stoffel Vandoorne      | 1–16         | Theo Pourchaire                   |
| Maserati MSG Racing              | Maserati Tipo Folgore     | 55  | Jake Hughes            | 1–16         | Theo Pourchaire                   |
| Lola Yamaha ABT                  | Lola T001                 | 11  | Lucas di Grassi        | 1–16         | Tatiana Calderón                  |
| Lola Yamaha ABT                  | Lola T001                 | 22  | Zane Maloney           | 1–16         | Tatiana Calderón                  |
| Mahindra Racing                  | Mahindra M11Electro       | 21  | Nyck de Vries          | 1–12, 15, 16 | Kush Maini                        |
| Mahindra Racing                  | Mahindra M11Electro       | 21  | Felipe Drugovich       | 13, 14       | Kush Maini                        |
| Mahindra Racing                  | Mahindra M11Electro       | 48  | Edoardo Mortara        | 1–16         | Kush Maini                        |
| Cupra Kiro                       | Porsche 99X Electric WCG3 | 03  | David Beckmann         | 1–16         | Mikkel Jensen                     |
| Cupra Kiro                       | Porsche 99X Electric WCG3 | 33  | Daniel Ticktum         | 1–16         | Mikkel Jensen                     |

Anmerkungen
1. 1 2 3 4 5 6 7 8 9 10 11  Dieser Fahrer war als Rookie im Rahmen eines Trainings für Formel-E-Neulinge beim Dschidda E-Prix für diesen Rennstall gemeldet.
2. ↑  Russischer Staatsbürger, Start ohne Länderkennung

## Rennkalender
In der Saison 2024/25 wurden 16 Rennen in zehn Städten ausgetragen.
| Nr. | Datum            | Veranstaltung (Rennstrecke)        | Erster                                             | Zweiter                                                   | Dritter                                                   | Pole-Position                                      | Schnellste Runde                                   | Gesamtführung                                             | Gesamtführung                    |
| Nr. | Datum            | Veranstaltung (Rennstrecke)        | Erster                                             | Zweiter                                                   | Dritter                                                   | Pole-Position                                      | Schnellste Runde                                   | Fahrer                                                    | Team                             |
| --- | ---------------- | ---------------------------------- | -------------------------------------------------- | --------------------------------------------------------- | --------------------------------------------------------- | -------------------------------------------------- | -------------------------------------------------- | --------------------------------------------------------- | -------------------------------- |
| 01  | 7. Dezember 2024 | São Paulo E-Prix (São Paulo)       | Mitch Evans (Jaguar TCS Racing)                    | António Félix da Costa (TAG Heuer Porsche Formula E Team) | Taylor Barnard (Neom McLaren Formula E Team)              | Pascal Wehrlein (TAG Heuer Porsche Formula E Team) | David Beckmann (Cupra Kiro)                        | Mitch Evans (Jaguar TCS Racing)                           | Neom McLaren Formula E Team      |
| 02  | 11. Januar       | Mexiko-Stadt E-Prix (Mexiko-Stadt) | Oliver Rowland (Nissan Formula E Team)             | António Félix da Costa (TAG Heuer Porsche Formula E Team) | Pascal Wehrlein (TAG Heuer Porsche Formula E Team)        | Pascal Wehrlein (TAG Heuer Porsche Formula E Team) | Sébastien Buemi (Envision Racing)                  | António Félix da Costa (TAG Heuer Porsche Formula E Team) | TAG Heuer Porsche Formula E Team |
| 03  | 14. Februar      | Dschidda E-Prix (Dschidda)         | Maximilian Günther (DS Penske)                     | Oliver Rowland (Nissan Formula E Team)                    | Taylor Barnard (Neom McLaren Formula E Team)              | Maximilian Günther (DS Penske)                     | Maximilian Günther (DS Penske)                     | Oliver Rowland (Nissan Formula E Team)                    | TAG Heuer Porsche Formula E Team |
| 04  | 15. Februar      | Dschidda E-Prix (Dschidda)         | Oliver Rowland (Nissan Formula E Team)             | Taylor Barnard (Neom McLaren Formula E Team)              | Jake Hughes (Maserati MSG Racing)                         | Taylor Barnard (Neom McLaren Formula E Team)       | Sam Bird (Neom McLaren Formula E Team)             | Oliver Rowland (Nissan Formula E Team)                    | Nissan Formula E Team            |
| 05  | 12. April        | Miami E-Prix (Homestead)           | Pascal Wehrlein (TAG Heuer Porsche Formula E Team) | Lucas di Grassi (Lola Yamaha ABT Formula E Team)          | António Félix da Costa (TAG Heuer Porsche Formula E Team) | Norman Nato (Nissan Formula E Team)                | Pascal Wehrlein (TAG Heuer Porsche Formula E Team) | Oliver Rowland (Nissan Formula E Team)                    | TAG Heuer Porsche Formula E Team |
| 06  | 3. Mai           | Monaco E-Prix (Monaco)             | Oliver Rowland (Nissan Formula E Team)             | Nyck de Vries (Mahindra Racing)                           | Jake Dennis (Andretti Formula E)                          | Taylor Barnard (Neom McLaren Formula E Team)       | Nick Cassidy (Jaguar TCS Racing)                   | Oliver Rowland (Nissan Formula E Team)                    | TAG Heuer Porsche Formula E Team |
| 07  | 4. Mai           | Monaco E-Prix (Monaco)             | Sébastien Buemi (Envision Racing)                  | Oliver Rowland (Nissan Formula E Team)                    | Nick Cassidy (Jaguar TCS Racing)                          | Oliver Rowland (Nissan Formula E Team)             | Daniel Ticktum (Cupra Kiro)                        | Oliver Rowland (Nissan Formula E Team)                    | TAG Heuer Porsche Formula E Team |
| 08  | 17. Mai          | Tokio E-Prix (Tokio)               | Stoffel Vandoorne (Maserati MSG Racing)            | Oliver Rowland (Nissan Formula E Team)                    | Taylor Barnard (Neom McLaren Formula E Team)              | Oliver Rowland (Nissan Formula E Team)             | Nick Cassidy (Jaguar TCS Racing)                   | Oliver Rowland (Nissan Formula E Team)                    | Nissan Formula E Team            |
| 09  | 18. Mai          | Tokio E-Prix (Tokio)               | Oliver Rowland (Nissan Formula E Team)             | Pascal Wehrlein (TAG Heuer Porsche Formula E Team)        | Daniel Ticktum (Cupra Kiro)                               | Oliver Rowland (Nissan Formula E Team)             | Sam Bird (Neom McLaren Formula E Team)             | Oliver Rowland (Nissan Formula E Team)                    | Nissan Formula E Team            |
| 10  | 31. Mai          | Shanghai E-Prix (Shanghai)         | Maximilian Günther (DS Penske)                     | Jean-Éric Vergne (DS Penske)                              | Taylor Barnard (Neom McLaren Formula E Team)              | Maximilian Günther (DS Penske)                     | Nick Cassidy (Jaguar TCS Racing)                   | Oliver Rowland (Nissan Formula E Team)                    | Nissan Formula E Team            |
| 11  | 1. Juni          | Shanghai E-Prix (Shanghai)         | Nick Cassidy (Jaguar TCS Racing)                   | Pascal Wehrlein (TAG Heuer Porsche Formula E Team)        | António Félix da Costa (TAG Heuer Porsche Formula E Team) | Nick Cassidy (Jaguar TCS Racing)                   | Pascal Wehrlein (TAG Heuer Porsche Formula E Team) | Oliver Rowland (Nissan Formula E Team)                    | TAG Heuer Porsche Formula E Team |
| 12  | 21. Juni         | Jakarta E-Prix (Jakarta)           | Daniel Ticktum (Cupra Kiro)                        | Edoardo Mortara (Mahindra Racing)                         | Sébastien Buemi (Envision Racing)                         | Jake Dennis (Andretti Formula E)                   | Norman Nato (Nissan Formula E Team)                | Oliver Rowland (Nissan Formula E Team)                    | TAG Heuer Porsche Formula E Team |
| 13  | 12. Juli         | Berlin E-Prix (Berlin)             | Mitch Evans (Jaguar TCS Racing)                    | Pascal Wehrlein (TAG Heuer Porsche Formula E Team)        | Edoardo Mortara (Mahindra Racing)                         | Mitch Evans (Jaguar TCS Racing)                    | Pascal Wehrlein (TAG Heuer Porsche Formula E Team) | Oliver Rowland (Nissan Formula E Team)                    | TAG Heuer Porsche Formula E Team |
| 14  | 13. Juli         | Berlin E-Prix (Berlin)             | Nick Cassidy (Jaguar TCS Racing)                   | Jake Dennis (Andretti Formula E)                          | Jean-Éric Vergne (DS Penske)                              | Pascal Wehrlein (TAG Heuer Porsche Formula E Team) | Nick Cassidy (Jaguar TCS Racing)                   | Oliver Rowland (Nissan Formula E Team)                    | TAG Heuer Porsche Formula E Team |
| 15  | 26. Juli         | London E-Prix (London)             | Nick Cassidy (Jaguar TCS Racing)                   | Nyck de Vries (Mahindra Racing)                           | Pascal Wehrlein (TAG Heuer Porsche Formula E Team)        | Mitch Evans (Jaguar TCS Racing)                    | Taylor Barnard (Neom McLaren Formula E Team)       | Oliver Rowland (Nissan Formula E Team)                    | TAG Heuer Porsche Formula E Team |
| 16  | 27. Juli         | London E-Prix (London)             | Nick Cassidy (Jaguar TCS Racing)                   | Nyck de Vries (Mahindra Racing)                           | Sébastien Buemi (Envision Racing)                         | Daniel Ticktum (Cupra Kiro)                        | Nick Cassidy (Jaguar TCS Racing)                   | Oliver Rowland (Nissan Formula E Team)                    | TAG Heuer Porsche Formula E Team |

Anmerkungen
1. ↑  David Beckmann fuhr die schnellste Runde beim São Paulo E-Prix. Da er jedoch nicht unter den ersten Zehn ins Ziel kam, ging der Bonuspunkt für die schnellste Runde stattdessen an António Félix da Costa.
2. ↑  Sébastien Buemi fuhr die schnellste Runde beim Mexiko-Stadt E-Prix. Da er jedoch nicht unter den ersten Zehn ins Ziel kam, ging der Bonuspunkt für die schnellste Runde stattdessen an Jake Dennis.
3. ↑  Sam Bird fuhr die schnellste Runde beim zweiten Rennen des Dschidda E-Prix. Da er jedoch nicht unter den ersten Zehn ins Ziel kam, ging der Bonuspunkt für die schnellste Runde stattdessen an Jake Hughes.
4. ↑   Nick Cassidy fuhr die schnellste Runde beim ersten Rennen des Monaco E-Prix. Da er jedoch nicht unter den ersten Zehn ins Ziel kam, ging der Bonuspunkt für die schnellste Runde stattdessen an Pascal Wehrlein.
5. ↑  Daniel Ticktum fuhr die schnellste Runde beim zweiten Rennen des Monaco E-Prix. Da er jedoch nicht unter den ersten Zehn ins Ziel kam, ging der Bonuspunkt für die schnellste Runde stattdessen an António Félix da Costa.
6. ↑   Nick Cassidy fuhr die schnellste Runde beim ersten Rennen des Shanghai E-Prix. Da er jedoch nicht unter den ersten Zehn ins Ziel kam, ging der Bonuspunkt für die schnellste Runde stattdessen an Taylor Barnard.
7. ↑   Norman Nato fuhr die schnellste Runde beim Jakarta E-Prix. Da er jedoch nicht unter den ersten Zehn ins Ziel kam, ging der Bonuspunkt für die schnellste Runde stattdessen an Sébastien Buemi.
8. ↑   Taylor Barnard fuhr die schnellste Runde beim ersten Rennen des London E-Prix. Da er jedoch nicht unter den ersten Zehn ins Ziel kam, ging der Bonuspunkt für die schnellste Runde stattdessen an Pascal Wehrlein.

## Wertung
Die zehn erstplatzierten Fahrer jedes Rennens erhielten Punkte nach folgendem Schema:
| Platz  | 1  | 2  | 3  | 4  | 5  | 6 | 7 | 8 | 9 | 10 |   | PP | SR |
| Punkte | 25 | 18 | 15 | 12 | 10 | 8 | 6 | 4 | 2 | 1  | 3 | 1  |    |

### Fahrerwertung
| Pos. | Fahrer            | SAO | MEX | JED | JED | MIA | MCO | MCO | TOK | TOK | SHA | SHA | JAK | BER | BER | LON | LON | Punkte |
| ---- | ----------------- | --- | --- | --- | --- | --- | --- | --- | --- | --- | --- | --- | --- | --- | --- | --- | --- | ------ |
| 1    | O. Rowland        | 14  | 1   | 2   | 1   | 10  | 1   | 2   | 2   | 1   | 5   | 13  | 10  | DNF | 4   | 11  | DNF | 184    |
| 2    | Nick Cassidy      | DNF | 12  | 11  | 5   | 15  | 18  | 3   | 10  | 7   | 21  | 1   | 6   | 5   | 1   | 1   | 1   | 153    |
| 3    | P. Wehrlein       | DNF | 3   | 15  | 8   | 1   | 6   | 7   | 13  | 2   | 12  | 2   | 11  | 2   | 15  | 3   | 8   | 145    |
| 4    | T. Barnard        | 3   | 14  | 3   | 2   | 20  | 16  | 16  | 3   | DNF | 3   | 10  | 7   | 4   | 6   | 13  | DNF | 112    |
| 5    | A. Félix da Costa | 2   | 2   | 9   | DNF | 3   | DNF | 4   | 7   | DNF | 13  | 3   | 5   | 10  | 8   | 14  | 6   | 111    |
| 6    | J. Vergne         | 9   | 5   | 6   | 7   | 12  | 12  | 6   | 8   | 6   | 2   | 5   | 15  | DNF | 3   | 5   | 15  | 99     |
| 7    | J. Dennis         | DNF | 4   | DNF | 4   | 9   | 3   | 9   | DSQ | 4   | 17  | 17  | 17  | DNF | 2   | 8   | 4   | 93     |
| 8    | N. de Vries       | 6   | 8   | 4   | 13  | 11  | 2   | 5   | 11  | 15  | 8   | 12  | DNF |     |     | 2   | 2   | 92     |
| 9    | E. Mortara        | 5   | 19  | 7   | 10  | 5   | 4   | 12  | 6   | 12  | DNF | 19  | 2   | 3   | 11  | 6   | DNF | 88     |
| 10   | M. Günther        | 11  | 6   | 1   | DNF | 17  | 10  | 8   | DNF | 10  | 1   | DNF | DNF | 6   | DNF | DNF | 7   | 85     |
| 11   | D. Ticktum        | 8   | 16  | 18  | 9   | 7   | 7   | 15  | 5   | 3   | 4   | 16  | 1   | 9   | 14  | DNF | 14  | 85     |
| 12   | S. Buemi          | 7   | 17  | 12  | 19  | 13  | 19  | 1   | 4   | 9   | 9   | 18  | 3   | 7   | DNF | 16  | 3   | 84     |
| 13   | M. Evans          | 1   | DNF | 19  | DNF | 16  | 20  | 18  | DNF | DNS | 20  | 14  | 12  | 1   | 5   | 10  | 5   | 74     |
| 14   | S. Vandoorne      | 10  | 7   | 10  | 6   | 14  | 17  | 10  | 1   | 19  | 11  | 7   | DNF | 12  | 13  | 4   | 12  | 62     |
| 15   | N. Müller         | DNF | 9   | DNF | 11  | 4   | 5   | DNF | 12  | 11  | 15  | 6   | 4   | 8   | 17  | 15  | DNF | 48     |
| 16   | J. Hughes         | DNF | 10  | 5   | 3   | DNF | 17  | 17  | 19  | 18  | 16  | 4   | DNF | 14  | 10  | DNF | 17  | 40     |
| 17   | L. di Grassi      | DNF | 20  | DSQ | 16  | 2   | 13  | DNF | 17  | 5   | 18  | 9   | 13  | 18  | 12  | 17  | 9   | 32     |
| 18   | S. Bird           | 4   | 18  | 8   | 12  | 18  | 11  | 20  | 14  | 8   | 7   | 15  | 8   | 11  | DNF | DNF | DNF | 31     |
| 19   | R. Frijns         | DNS | 11  | 13  | 14  | 8   | 8   | 11  | 9   | 16  | 10  | 8   | 9   | 13  | DNF | 7   | 13  | 23     |
| 20   | N. Nato           | 13  | 13  | 17  | 15  | 6   | 14  | 13  | 15  | 17  | 6   | 21  | 14  |     |     | 9   | 11  | 21     |
| 21   | F. Drugovich      |     |     |     |     |     |     |     |     |     |     |     |     | 17  | 7   |     |     | 6      |
| 22   | S. Sette Câmara   |     |     |     |     |     |     |     |     |     |     |     |     | 15  | 9   |     |     | 2      |
| 23   | D. Beckmann       | NC  | DNF | 14  | 17  | NC  | 15  | 19  | 18  | 13  | 14  | 20  | 16  | DNF | 16  | 12  | 10  | 1      |
| 24   | Zane Maloney      | 12  | 15  | 16  | 18  | 19  | 21  | 14  | 16  | 14  | 19  | 11  | 18  | 16  | DNF | DNF | 16  | 0      |

### Teamwertung
| Pos. | Team                             | Nr. | SAO | MEX | JED | JED | MIA | MCO | MCO | TOK | TOK | SHA | SHA | JAK | BER | BER | LON | LON | Punkte |
| ---- | -------------------------------- | --- | --- | --- | --- | --- | --- | --- | --- | --- | --- | --- | --- | --- | --- | --- | --- | --- | ------ |
| 1    | TAG Heuer Porsche Formula E Team | 1   | DNF | 3   | 15  | 8   | 1   | 6   | 7   | 13  | 2   | 12  | 2   | 11  | 2   | 15  | 3   | 8   | 256    |
| 1    | TAG Heuer Porsche Formula E Team | 13  | 2   | 2   | 9   | DNF | 3   | DNF | 4   | 7   | DNF | 13  | 3   | 5   | 10  | 8   | 14  | 6   | 256    |
| 2    | Jaguar TCS Racing                | 9   | 1   | DNF | 19  | DNF | 16  | 20  | 18  | DNF | DNS | 20  | 14  | 12  | 1   | 5   | 10  | 5   | 227    |
| 2    | Jaguar TCS Racing                | 37  | DNF | 12  | 11  | 5   | 15  | 18  | 3   | 10  | 7   | 21  | 1   | 6   | 5   | 1   | 1   | 1   | 227    |
| 3    | Nissan Formula E Team            | 17  | 13  | 13  | 17  | 15  | 6   | 14  | 13  | 15  | 17  | 6   | 21  | 14  | 15  | 9   | 9   | 11  | 207    |
| 3    | Nissan Formula E Team            | 23  | 14  | 1   | 2   | 1   | 10  | 1   | 2   | 2   | 1   | 5   | 13  | 10  | DNF | 4   | 11  | DNF | 207    |
| 4    | Mahindra Racing                  | 21  | 6   | 8   | 4   | 13  | 11  | 2   | 5   | 11  | 15  | 8   | 12  | DNF | 17  | 7   | 2   | 2   | 186    |
| 4    | Mahindra Racing                  | 48  | 5   | 19  | 7   | 10  | 5   | 4   | 12  | 6   | 12  | DNF | 19  | 2   | 3   | 11  | 6   | DNF | 186    |
| 5    | DS Penske                        | 7   | 11  | 6   | 1   | DNF | 17  | 10  | 8   | DNF | 10  | 1   | DNF | DNF | 6   | DNF | DNF | 7   | 184    |
| 5    | DS Penske                        | 25  | 9   | 5   | 6   | 7   | 12  | 12  | 6   | 8   | 6   | 2   | 5   | 15  | DNF | 3   | 5   | 15  | 184    |
| 6    | Neom McLaren Formula E Team      | 5   | 3   | 14  | 3   | 2   | 20  | 16  | 16  | 3   | DNF | 3   | 10  | 7   | 4   | 6   | 13  | DNF | 143    |
| 6    | Neom McLaren Formula E Team      | 8   | 4   | 18  | 8   | 12  | 18  | 11  | 20  | 14  | 8   | 7   | 15  | 8   | 11  | DNF | DNF | DNF | 143    |
| 7    | Andretti Formula E               | 27  | DNF | 4   | DNF | 4   | 9   | 3   | 9   | DSQ | 4   | 17  | 17  | 17  | DNF | 2   | 8   | 4   | 141    |
| 7    | Andretti Formula E               | 51  | DNF | 9   | DNF | 11  | 4   | 5   | DNF | 12  | 11  | 15  | 6   | 4   | 8   | 17  | 15  | DNF | 141    |
| 8    | Envision Racing                  | 4   | DNS | 11  | 13  | 14  | 8   | 8   | 11  | 9   | 16  | 10  | 8   | 9   | 13  | DNF | 7   | 13  | 107    |
| 8    | Envision Racing                  | 16  | 7   | 17  | 12  | 19  | 13  | 19  | 1   | 4   | 9   | 9   | 18  | 3   | 7   | DNF | 16  | 3   | 107    |
| 9    | Maserati MSG Racing              | 2   | 10  | 7   | 10  | 6   | 14  | 9   | 10  | 1   | DNF | 11  | 7   | DNF | 12  | 13  | 4   | 12  | 102    |
| 9    | Maserati MSG Racing              | 55  | DNF | 10  | 5   | 3   | DNF | 17  | 17  | 19  | 18  | 16  | 4   | DNF | 14  | 10  | DNF | 17  | 102    |
| 10   | Cupra Kiro                       | 3   | NC  | DNF | 14  | 17  | NC  | 15  | 19  | 18  | 13  | 14  | 20  | 16  | DNF | 16  | 12  | 2   | 86     |
| 10   | Cupra Kiro                       | 33  | 8   | 16  | 18  | 9   | 7   | 7   | 15  | 5   | 3   | 4   | 16  | 1   | 9   | 14  | DNF | 14  | 86     |
| 11   | Lola Yamaha ABT                  | 11  | DNF | 20  | DSQ | 16  | 2   | 13  | DNF | 17  | 5   | 18  | 9   | 13  | 18  | 12  | 17  | 9   | 32     |
| 11   | Lola Yamaha ABT                  | 22  | 12  | 15  | 16  | 18  | 19  | 21  | 14  | 16  | 14  | 19  | 11  | 18  | 16  | DNF | DNF | 16  | 32     |

### Herstellerwertung
| Pos. | Hersteller        | SAO | MEX | JED | JED | MIA | MCO | MCO | TOK | TOK | SHA | SHA | JAK | BER | BER | LON | LON | Punkte |
| ---- | ----------------- | --- | --- | --- | --- | --- | --- | --- | --- | --- | --- | --- | --- | --- | --- | --- | --- | ------ |
| 1    | Porsche           | 22  | 33  | 7   | 18  | 40  | 25  | 18  | 16  | 33  | 14  | 33  | 37  | 24  | 22  | 19  | 22  | 383    |
| 2    | Jaguar Land Rover | 31  | 10  | 6   | 11  | 9   | 8   | 40  | 14  | 12  | 10  | 33  | 25  | 35  | 35  | 31  | 40  | 350    |
| 3    | Nissan            | 27  | 27  | 33  | 43  | 16  | 27  | 19  | 33  | 31  | 25  | 4   | 14  | 16  | 20  | 3   | 4   | 342    |
| 4    | Stellantis        | 3   | 22  | 35  | 23  | 2   | 10  | 12  | 29  | 12  | 43  | 22  | 2   | 10  | 17  | 22  | 10  | 274    |
| 5    | Mahindra          | 18  | 8   | 20  | 6   | 16  | 30  | 12  | 9   | 1   | 8   | 1   | 18  | 15  | 7   | 26  | 18  | 213    |
| 6    | Lola-Yamaha       | 0   | 1   | 0   | 0   | 18  | 1   | 0   | 0   | 12  | 1   | 8   | 5   | 1   | 0   | 0   | 7   | 54     |

### Legende
| Legende                      | Legende       | Legende                                                                 |
| Farbe                        | Abkürzung     | Bedeutung                                                               |
| ---------------------------- | ------------- | ----------------------------------------------------------------------- |
| Gold                         | —             | Sieger                                                                  |
| Silber                       | —             | 2. Platz                                                                |
| Bronze                       | —             | 3. Platz                                                                |
| Grün                         | —             | Platzierung in den Punkten                                              |
| Blau                         | —             | Klassifiziert außerhalb der Punkteränge                                 |
| Violett                      | DNF           | Rennen nicht beendet                                                    |
| Violett                      | NC            | nicht klassifiziert                                                     |
| Rot                          | DNQ           | nicht qualifiziert                                                      |
| Schwarz                      | DSQ           | disqualifiziert                                                         |
| Weiß                         | DNS           | nicht am Start                                                          |
| Weiß                         | WD            | zurückgezogen                                                           |
| Weiß                         | C             | Rennen abgesagt                                                         |
| Blanko                       |               | nicht teilgenommen                                                      |
| Blanko                       | DNP           | gemeldet, aber nicht teilgenommen                                       |
| Blanko                       | INJ           | verletzt oder krank                                                     |
| Blanko                       | EX            | ausgeschlossen                                                          |
| sonstige Formate und Zeichen | P/fett        | Pole-Position                                                           |
| sonstige Formate und Zeichen | kursiv        | Schnellste Rennrunde (ab 2017/18: Schnellste Rennrunde der ersten Zehn) |
| sonstige Formate und Zeichen | unterstrichen | Führender in der Gesamtwertung                                          |
| sonstige Formate und Zeichen | *             | nicht im Ziel, aufgrund der zurückgelegten Distanz aber gewertet        |
| sonstige Formate und Zeichen | ( )           | Streichresultat                                                         |